# Coro
Coro, poznat i kao Santa Ana de Coro, je glavni grad pokrajine Falcón i najstariji grad zapadne   Venezuele. 
Od. 1993. godine Coro je upisan na UNESCO-ov popis mjesta svjetske baštine u Aziji i Oceaniji, a od 2005. godine i na popis ugroženih mjesta svjetske baštine zbog oštećenja nastalih dugotrajnim padalinama od studenog 2004. do veljače 2005. godine, ali i izgradnjom nove šetnce na plaži i ulaznih vrata koji značajno djeluju na integritet zaštićenog lokaliteta.

## Zemljopis
Coro se nalazi na venezuelanskoj obali Karipskog mora, sjeverno od prevlake Médanos Isthmus koji povezuje Falcon s poluotokom Paraguana. Njegovu sjeverozapadni dio čini Zaljev Coro koji je sjeverna granična obala Venezuelanskog zaljeva preko čijeg kanala se istočno nalazi obala Kolumbije, dok su mu na sjeveru otoci Nizozemskih Antila, Aruba i Curaçao.
Najbliži veći gradovi su mu Barquisimeto na jugu i Valencia (Venecuela) na jugoistoku.

## Povijest
Santa Anu de Coro ("Sveta Ana od Cora") je osnovao Španjolac Juan de Ampie 26. srpnja 1527. godine, a Coro se odnosilo na izraz Coro, što na jeziku Arawak indijanaca znači "vjetar". Godine 1547., Karlo V., car Svetog Rimskog Carstva, je ustupio Coro njemačkoj bankarskoj obitelji Welser, izvorno iz Augsburga, koji su vladali "Malom Venecijom" (njemačkom kolonijom Klein-Venedig koja je uključivala današnje države Kolumbiju i Venezuelu). Coro je tada postao prvom biskupijom u Venecueli, no već 1550-ih vraćen je pod španjolski utjecaj.
U kolovozu 1806. godine, grad je kratkotrajno zauzeo Francisco de Miranda, borac za neovisnost Venezuele, s oko 500 svojih ljudi i tu je prvi put podignuta zastava Venezuele. No, nakon samo pet dana lokalne snage su ih protjerale iz grada.

## Znamenitosti
Na svojoj sjeveroistočnoj strani grad se spaja s "Los Medanos de Coro", pješčanim dinama koje tvore jedinu pustinju u Venezueli. Pustinja, duga oko 7,5 km, odvaja grad Coro od njegove povijesne luke, La Vela. Coro ima veliku raznolikost turističkih atrakcija povijesne važnosti kao što su mnoge građevine u kolonijalnom stilu. Od svih kolonijalnih gradova u Venezueli, Coro je imao najveću mješavinu utjecaja i najbolje su sačuvani njegovi spomenici. Zaštićeni spomenici u gradu i luci su građevine karakterističnog kolonijalnog izgleda iz 18. i 19. stoljeća s popločanim ulicama i stotinama povijesnih građevina. Poneke imaju odlike španjolskog stila mudéjar (poput kuće Arcaya), dok druge imaju jasne odlike nizozemske arhitekture koja se može npr. naći na obližnjem otoku Curaçao. Između mnogih zanimljivih crkava (npr. Katedrala sv. Ane izgrađena od 1528. – 46.) u gradu postoji i židovska sinagoga i groblje. 
- Crkva sv. Franje
- Katedrala Svete Ane
- Kuća Arcaya
- Kuća Ventanas

## Gospodarstvo
Coro je važno gospodarsko središte cijelog područja koje počiva na naftnoj industriji, ali je ovisno o pomoći vlade.

## Vanjske poveznice
- Coroweb

### Ostali projekti
|  | Zajednički poslužitelj ima još gradiva o temi Coro |